# Gouvernement national provisoire

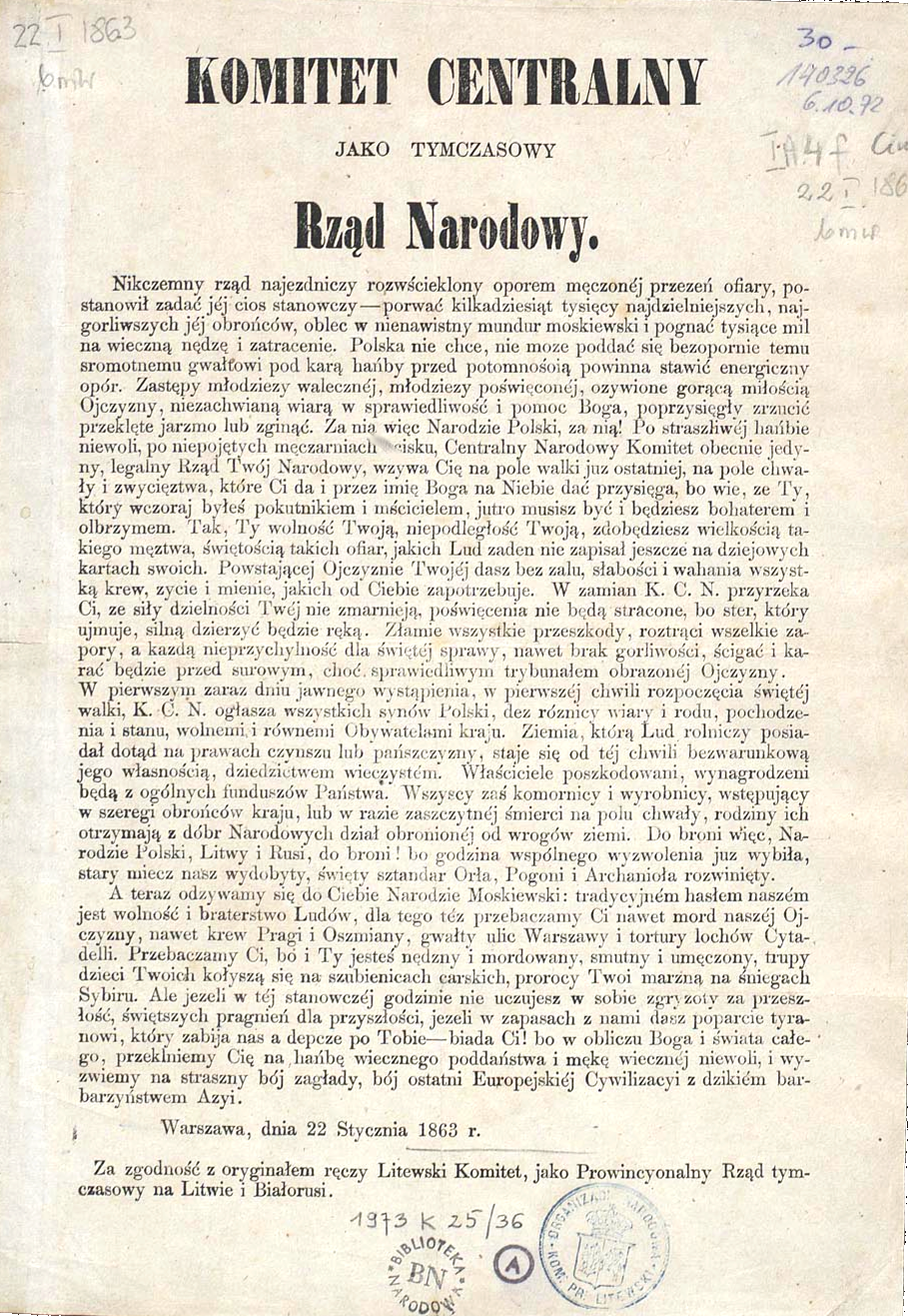
Le manifeste du 22 janvier 1863 du Comité central national annonçant le déclenchement de l'insurrection et la création du Gouvernement national provisoire

Le Gouvernement national provisoire de Pologne est un gouvernement provisoire sans reconnaissance internationale créé le 19 janvier 1863 par le Comité central national, pour accélérer l'insurrection dans les anciennes provinces polonaises de l'Empire russe. Le 22 janvier, le Gouvernement national provisoire publie un manifeste dans lequel il se définit comme le seul gouvernement légitime et appelle à la lutte armée pour la liberté, l'égalité et l'indépendance.

## Premiers membres du Gouvernement
- Oskar Awejde
- Stefan Bobrowski
- Agaton Giller (pl) - affaires étrangères et communication
- Józef Kajetan Janowski (pl) - affaires intérieures
- Leon Królikowski (pl)
- Karol Mikoszewski (pl)
- Jan Majkowski (pl) - finances
- Zygmunt Padlewski (pl) - chef de la ville de Varsovie et questions militaires
- Karol Ruprecht (pl)

## Remaniement de mars 1863
- Stefan Bobrowski - président (jusqu'au 12 avril 1863)
- Agaton Giller (pl) - président (à partir du 12 avril 1863)
- Józef Kajetan Janowski (pl) - affaires militaires
- Jan Majkowski (pl)- secrétaire (jusqu'au 12 avril 1863)
- Edward Siwiński (pl) - communication (12 avril 1863)
- Oskar Awejde - secrétaire, chef de la commission des affaires intérieures
- Karol Ruprecht (pl) - chef la commission des affaires étrangères, et du Trésor
- Hieronim Władysław Kieniewicz - représentant de la Lituanie (mai 1863)

## Sources
- (pl) Cet article est partiellement ou en totalité issu de l’article de Wikipédia en polonais intitulé « Tymczasowy Rząd Narodowy » (voir la liste des auteurs).